# 河北省人民代表大会常务委员会
河北省人民代表大会常务委员会（简称河北省人大常委会）是河北省人民代表大会的常设机关，对河北省人民代表大会负责并报告工作。常务委员会由主任、副主任若干人，秘书长、委员若干人组成。其中，主任、副主任、秘书长组成主任会议，处理常务委员会的日常工作。常务委员会会议每2个月至少举行1次。

## 历史沿革
中华人民共和国1954年宪法及地方组织法并未规定设置省级人大的常务机关。
1979年7月，第五届全国人民代表大会第二次会议通过《关于修正中华人民共和国宪法若干规定的决议》，其中规定：“县和县以上地方各级人民代表大会设立常务委员会，它是本级人民代表大会的常设机关”。1980年2月1日至6日，召开河北省第五届人民代表大会第二次会议，选举产生常务委员会。

## 机构设置
- 办公厅
- 研究室
- 选举任免代表工作委员会
- 法制工作委员会
- 监察和司法工作委员会
- 财政经济工作委员会
- 农业和农村工作委员会
- 城乡建设和环境资源工作委员会
- 教育科学文化卫生工作委员会
- 民族侨务外事工作委员会

事业单位
- 《公民与法治》杂志社
- 河北省人大常委会办公厅信息中心（机关信息中心）
- 河北省人大常委会立法研究中心
- 河北省人大常委会计划预算审查事务中心
- 河北省人大常委会机关事务服务中心
- 河北省人大常委会机关文印中心
- 河北省人大常委会招待处（颐园宾馆）

## 历届组成人员

### 第五届
- 任期：1980年2月－1983年4月
- 主任：江一真
- 副主任：牛树才、馬輝、吴庆诚、葛启、曹幼民、丁廷馨、郭芳、权哲民、赵振中、张达、耿长锁、彭青、潘承孝、孙越崎、周学鳌、黄桦、杨定安、胡毅
- 秘书长：郑厚庵

### 第六届
- 任期：1983年4月－1988年4月
- 主任：刘秉彦（1985年6月辞任） → 孙国治（1985年6月补选）
- 副主任：吴庆诚、岳宗泰、张振川、潘承孝、葛启（1985年6月辞任）、刘英、赵卓云（1985年6月辞任）、王玉、杨定安、韩启民、都本洁、丁廷馨（1985年6月辞任）、王幼辉、郭志（1985年6月补选）、张克让（1985年6月补选）
- 秘书长：李铁

### 第七届
- 任期：1988年5月－1993年5月
- 主任：郭志
- 副主任：岳宗泰、刘英、王幼辉（1991年4月辞任）、洪毅、邹仁鋆、都本洁、白石（1990年4月补选）、董耐芳（1991年4月补选）、郜永堂（1992年3月补选）、宁全福（1992年3月补选）
- 秘书长：李铁

### 第八届
- 任期：1993年5月－1998年1月
- 主任：吕传赞
- 副主任：李永进、张震环、刘宗耀、董耐芳、郜永堂、宁全福、王洪廉、周欣、姜殿武（1995年2月补选，1997年11月罢免）、张建新（1995年2月补选）
- 秘书长：郜永堂（1995年2月辞任） → 解玉琦（1995年2月补选）

### 第九届
- 任期：1998年1月－2003年1月
- 主任：程维高
- 副主任：李炳良、张震环、刘作田、张建新（2002年1月辞任）、郝廷华、白录堂、龚焕文、韩葆珍、张士儒（2002年1月补选）
- 秘书长：郭兰玉

### 第十届
- 任期：2003年1月－2008年1月
- 主任：白克明（2007年9月辞任）
- 副主任：刘作田（2006年2月辞任）、张士儒（2007年1月辞任）、何少存（2007年1月辞任）、白录堂（2005年2月逝世）、韩葆珍、王加林、白润璋、杨新农、赵世居（2004年1月补选）、张群生（2006年2月补选）、吴振华（2007年1月补选）、柳宝全（2007年1月补选）、高喜同（2007年1月补选）
- 秘书长：韩生雨

### 第十一届
- 任期：2008年1月－2013年1月
- 主任：张云川 → 张庆黎（2012年1月10日当选[3]）
- 副主任：柳宝全（2011年3月30日辞任）、宋长瑞、侯志奎（2012年3月辞任）、王增力、马兰翠、黄荣
- 秘书长：赵曙光

### 第十二届
- 任期：2013年1月－2018年1月
- 主任：张庆黎 → 周本顺（2014年1月12日当选[4]，2015年11月终止） → 赵克志（2016年1月12日当选，2017年12月1日辞任[5]）
- 副主任：宋恩华（2016年3月辞任）、范照兵（2017年1月12日当选）、马兰翠、王刚、谢计来（2017年1月5日辞任）、张杰辉（2017年1月12日当选）、宋太平、王雪峰
- 秘书长：赵曙光

### 第十三届
- 任期：2018年1月－2023年1月
- 主任：王东峰（2022年5月27日辞任[6]）
- 副主任：范照兵（2022年1月20日辞任[7]）、王晓东、王刚（2020年1月4日辞任[8]）、聂瑞平、周仲明、王会勇、张妹芝（2020年1月11日当选[9]）、焦彦龙（2021年2月22日当选[10]）、邢国辉（2021年2月22日当选[10]）、袁桐利（2022年1月20日当选[11]）、董仚生（2022年1月20日当选[11]）
- 秘书长：曹汝涛

### 第十四届
- 任期：2023年1月－
- 主任：倪岳峰
- 副主任：董仚生、周仲明、张妹芝、高云霄、吴晓华、陈平、夏延军（2024年1月24日当选[12]）
- 秘书长：安忠起